# Foleyola billotii
Foleyola  es un género monotípico de fanerógamas perteneciente a la familia Brassicaceae. Su única especie: Foleyola billotii es originaria del Norte de África en Argelia, Mauritania y Marruecos.

## Taxonomía
Foleyola billotii fue descrita por René Charles Maire y publicado en Bull. Soc. Hist. Nat. Afrique N. 1925, xvi. 90.